# Barbara Orzechowska

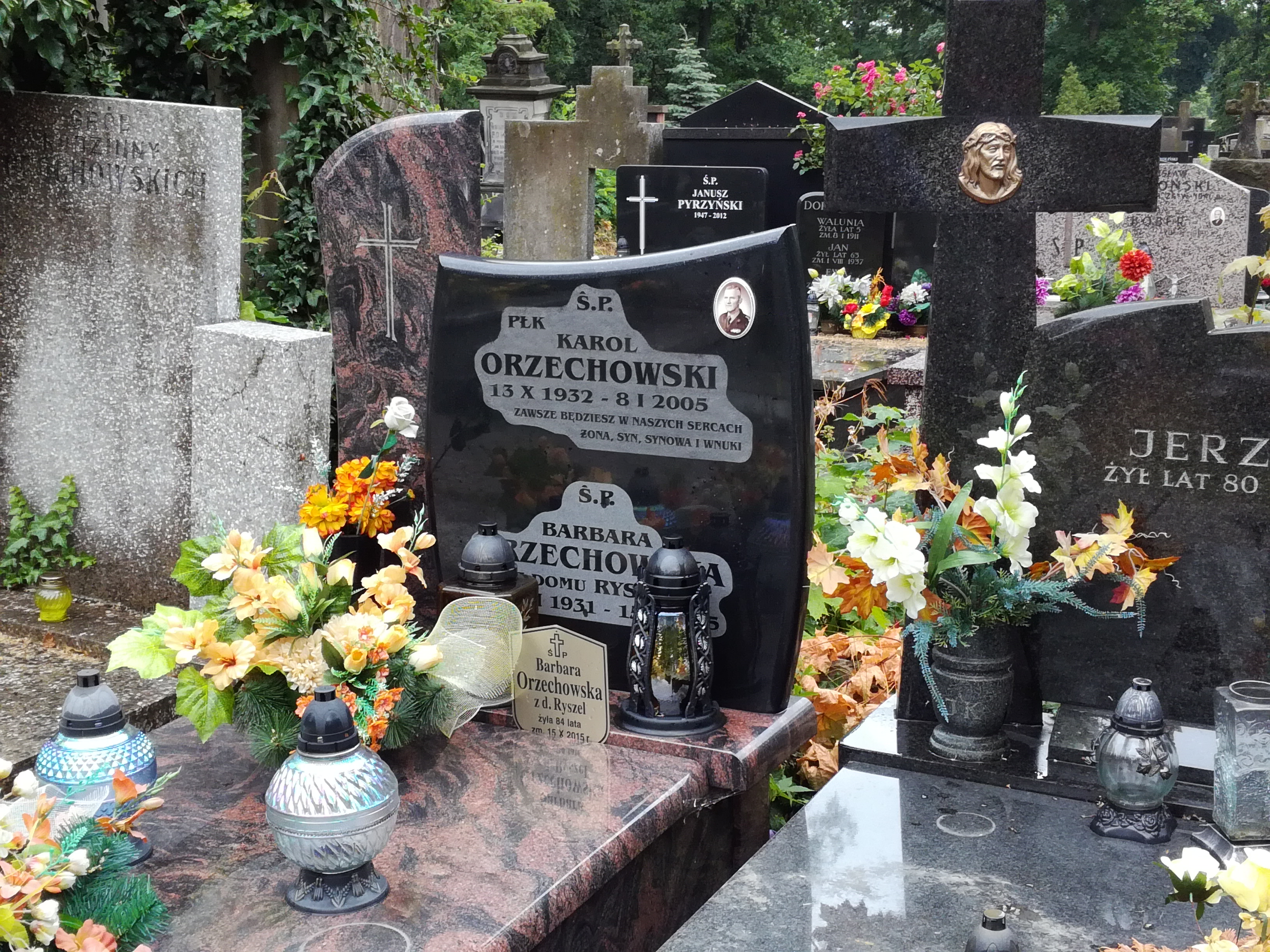
Grób Barbary Orzechowskiej-Ryszel na cmentarzu Bródnowskim

Barbara Jadwiga Orzechowska, z domu Ryszel (ur. 29 sierpnia 1931 w Warszawie, zm. 15 października 2015 w Warszawie) – polska florecistka, olimpijka z Rzymu 1960.
Specjalizowała się we florecie. Zawodniczka warszawskich klubów: AZS i Legii. Trener klasy mistrzowskiej międzynarodowej,sędzia międzynarodowy, a przez wiele lat jedyna kobieta w Polsce uhonorowana tytułem fechtmistrza.
Po ciężkich doświadczeniach II wojny światowej wstąpiła na warszawską AWF, gdzie studiowała fechtunek pod nadzorem fechtmistrza mjr. Kazimierza Laskowskiego. Oceniona jako wybitnie zdolna, po roku treningu, w wieku 21 lat, dołączyła do Kadry Narodowej. W jej indeksie, pod pozycją "szermierka" widnieje wpis "wybitna" - zamiast oceny. Po dwóch latach studiów zatrudniona w zakładzie szermierki AWF w Warszawie, gdzie uczyła szeroko pojętej szermierki, w tym także walki bagnetem. Opanowała wszystkie cztery rodzaje broni sportowej.
Dwukrotna mistrzyni Polski indywidualnie we florecie w latach 1956, 1960 oraz drużynowo w latach 1955–1956. W latach 1954, 1959–1960, 1966 była wicemistrzynią Polski w drużynie floretu.
Na igrzyskach olimpijskich w 1960 roku wzięła udział w turnieju drużynowym florecistek jako zawodniczka (partnerkami były: Sylwia Julito, Wanda Kaczmarczyk, Genowefa Migas, Elżbieta Pawlas). Polki zajęły miejsca 5.-8. W następujących latach czynnie uczestniczyła w wielu turniejach szermierczych na całym globie kończąc karierę jako trener klasy mistrzowskiej i pojawiając się na Igrzyskach Olimpijskich w sumie cztery razy. Wychowawca całych pokoleń wybitnych zawodników, multimedalistów IO, MŚ, ME i MP. Dwukrotny trener Kadry Narodowej. Niejednokrotnie nazywana przez innych zawodników tytanem pracy, znana z gorącego temperamentu a nawet publicznego wyrzucania trofeów gorszych niż za samo zwycięstwo. Wierna szermierce i trenująca młodzież do ostatnich lat swego życia.
Odznaczona m.in. złotym i srebrnym Krzyżem Zasługi, Krzyżem Kawalerskim Orderu Odrodzenia Polski oraz Diamentową Odznaką Legii Warszawa.
Pochowana na cmentarzu Bródnowskim w Warszawie (kwatera 25E-6-13).